# One (mangaka)
One, được cách điệu thành ONE, là bút danh của một họa sĩ truyện tranh Nhật Bản, nổi tiếng với sê-ri One-Punch Man, sau đó được làm lại dưới dạng truyện tranh kỹ thuật số được minh họa bởi Yusuke Murata. Một người đăng tuần tự One-Punch Man trên trang web của chính mình dưới sự không có nhà xuất bản chính thức, trong khi bản làm lại được đăng theo kỳ trong phiên bản web của Weekly Young Jump. Một loạt khác của anh, Mob Psycho 100, đã được đăng theo kỳ trong phiên bản trực tuyến của Weekly Shōnen Sunday, được gọi là Ura Sunday.
Tính đến tháng 12 năm 2015, trang web của anh nhận được hơn 100.000 lượt truy cập mỗi ngày và đã ghi lại hơn 70 triệu lượt truy cập.
Anh sinh ra ở Niigata và được nuôi dưỡng tại Kōnosu, Saitama.

## Sự nghiệp
Vào tháng 7 năm 2009, anh bắt đầu xuất bản phiên bản ngắn của One-Punch Man ở Shintosha, một trang web đăng truyện tranh. Sau đó, anh bắt đầu tải One-Punch Man lên trang web FC2 của mình một cách bất thường vào ngày 3 tháng 7 năm 2009.Do bối cảnh và câu chuyện hài hước của nó, One-Punch Man đã trở nên nổi tiếng ở Nhật Bản.
Một người nói rằng nhân vật chính trong One-Punch Man , Saitama, được truyền cảm hứng từ quê hương của anh ấy cũng như truyện Shin – Cậu bé bút chì của Usui Yoshito , mà người ta thường đọc trong thời thơ ấu của mình. Bên cạnh tên nhân vật, phong cách vẽ của One còn chịu ảnh hưởng của Crayon Shin-chan , được trình bày dưới dạng nhiều bảng với nội dung hài hước. Ngoài ra, One có sở thích đặc biệt trong việc tạo ra một nhân vật chính đã trở thành người mạnh nhất trên thế giới,ho phép anh ta tập trung vào một góc nhìn khác về bối cảnh và cách kể chuyện. Một người nói rằng "Punching thường khá vô dụng trước các vấn đề của cuộc sống. Nhưng bên trong vũ trụ của One-Punch Man , tôi đã biến Saitama trở thành một anh chàng có khả năng thích nghi cuộc sống của mình với thế giới xung quanh anh ta, chỉ được trang bị sức mạnh to lớn của anh ta . Những trở ngại duy nhất mà anh ấy phải đối mặt là những điều trần tục, như thiếu tiền ". Trước khi One quyết định trở thành họa sĩ truyện tranh toàn thời gian, anh ấy đã có một số thời gian gián đoạn cập nhật webcomic, bao gồm một năm gián đoạn do hoàn cảnh gia đình vào tháng 2 năm 2010 và hai năm gián đoạn sau khi phát hành chương thứ 109 vào tháng 1 năm 2017. Vào năm 2010, vì các vấn đề gia đình và tài chính, One quyết định kiếm một công việc toàn thời gian, do đó, One-Punch Man tạm dừng với kế hoạch trở lại vào năm sau và chỉ dành thời gian của mình cho việc viết manga.
Họa sĩ truyện tranh Murata Yusuke quan tâm đến tác phẩm của One.Murata cuối cùng đã liên hệ với One và cặp đôi đồng ý cho phép Murata vẽ lại One-Punch Man ; Cặp đôi cũng viết hai manga ngắn, "Dangan Tenshi Fanclub" và "Angry Warrior", nhận được phản hồi tích cực

### Xuất bản bản làm lại
Bản làm lại được xuất bản bởi trang web Tonari no Young Jump của Shueisha .Sử dụng các mối quan hệ của Murata trong ngành, One đã cố gắng đạt được một thỏa thuận xuất bản thuận lợi với Shueisha, điều này thúc đẩy One xuất bản các chương của bộ truyện thường xuyên hơn. One-Punch Man cũng trở nên nổi tiếng nhờ chuyển thể anime, phát sóng vào tháng 12 năm 2015, với phần thứ hai công chiếu vào tháng 4 năm 2019.Một bộ phim người thật đóng chuyển thể của One-Punch Man cũng đang được phát triển. 

## Phong cách vẽ
Phong cách nghệ thuật và sự trôi chảy của đường nét của One rất thiếu so với các họa sĩ manga khác. Tuy nhiên, cách sử dụng không gian, bố cục truyện gọn gàng , nhịp điệu câu chuyện và phương pháp thể hiện chuyển động của anh ấy là điểm độc đáo so với các họa sĩ manga khác.
Ba tác phẩm nổi tiếng nhất của One, One-Punch Man , Mob Psycho 100 và Makai no Ossan , chia sẻ cấu trúc của các nhân vật được điều khiển dựa trên các tuyến cốt truyện. Nhân vật chính của một người thường là những người có tính cách bộc trực và thường mâu thuẫn với xã hội Nhật Bản truyền thống.